# Pichelin River
Pichelin River ist ein Fluss im Parish Saint Patrick von Dominica.

## Geographie
Der Pichelin River entspringt am Südhang des Morne John aus demselben Grundwasserleiter wie einige namenlose Zuflüsse des östlich benachbarten Perdu Temps River und verläuft zunächst nach Süden. Er erhält Zuflüsse aus dem Morne Anglais (Couliabourne, Grand Bois), sowie auch aus weitem Umkreis, unter anderem aus der Soufrière Ridge (Morne Plat Pays, Ravine Grand) und aus dem Südausläufer des Morne John (La Rivière Loggie), wo auch der östlich benachbarte Louis River entspringt. Bei Benet Estate, vor Pichelin wendet er sich nach Osten und verläuft in einem großen Bogen nach Süden, durch Loggie und Platine bis nach Geneva Estate, wo er von rechts und Westen in den Geneva River mündet.
Offenbar hat der Fluss seine Mündung in den Geneva River mehrfach verlegt.